# 汉哈大辞典
汉哈大辞典，是一套汉语—哈萨克语双语词典，共包含汉语常用语词条7万余个，首版发行2000册。词典的出版得到了哈萨克斯坦总统卡瑟姆若马尔特·托卡耶夫的支持。

## 编撰者
该词典由古米廖夫国立欧亚大学汉语教研室主任杜肯·玛斯木汗教授和夫人阿依努尔·阿比坚克济（Айнұр Әбиденқызы）副教授共同编撰。阿依努尔·阿比坚克济1989年毕业于伊犁师范学院中文系，同杜肯·玛斯木汗一样，她也是自中国移民至哈萨克斯坦的归国哈侨。

## 首发式
2018年2月26日，《汉哈大辞典》首发式在古米廖夫国立欧亚大学举行。时任中国驻哈萨克斯坦大使张汉晖、哈萨克斯坦副外长阿克勒别克·卡马尔季诺夫、哈国立欧亚大学校长叶尔兰·瑟德科夫、哈萨克斯坦科学院院士赛依提·卡斯卡巴索夫以及哈学术界和欧亚大学师生代表约60余人出席。